# Namibia ai Giochi della XXXI Olimpiade
La Namibia ha partecipato ai Giochi della XXXI Olimpiade, che si sono svolti a Rio de Janeiro, Brasile, dal 5 al 21 agosto 2016, con una delegazione di 40 atleti impegnati in sette discipline. Portabandiera alla cerimonia di apertura è stato il pugile Jonas Junias.
Si tratta della settima partecipazione di questo paese ai Giochi. Non sono state conquistate medaglie.

## Atletica
- Maratona maschile - 1 atleta (Mynhardt Kawanivi)
- Maratona femminile - 3 atlete (Alina Armas, Helalia Johannes, Beata Naigambo)

## Ciclismo
- Corsa in linea maschile - 1 atleta (Dan Craven)
- Cronometro maschile - 1 atleta (Dan Craven)
- Corsa in linea femminile - 1 atleta (Vera Adrian)
- Mountain-bike femminile - 1 atleta (Michelle Vorster)

## Pugilato
- Pesi mosca leggeri maschili - 1 atleta (Mathias Hamunyela)
- Pesi welter leggeri maschili - 1 atleta (Jonas Junias)

## Tiro
- Trap femminile - 1 atleta (Gaby Ahrens)